# Parque Estadual Cunhambebe
O Parque Estadual Cunhambebe é uma unidade de conservação ambiental brasileira criada através do Decreto Estadual nº 41.358, de 13 de junho de 2008. Possui 38 mil hectares e abrange partes dos municípios fluminenses de Angra dos Reis, Rio Claro, Mangaratiba e Itaguaí.

O parque é um corredor ecologico entre a Parque Nacional da Serra da Bocaina e Reserva Biológica Federal do Tinguá. O nome do parque foi escolhido em memória ao cacique tupinambá, lider por unir tribos indígenas para lutar contra os colonizadores portugueses. 

## Fauna
A fauna é rica com presença da onça-parda, jaguatirica, quati, Tamanduá-mirim e muitos outros. Existem mais de 250 espécies de aves, como suiriri, jacu, Gavião-pombo-pequeno e outros.

## Turismo
A sede administrativa fica no município de Mangaratiba. Destacam-se como atrações a cachoeira do Itimirim, a cachoeira Santa Bárbara, do Espelho e Véu da Noiva. Turistas procuram o parque para fazer a travessia do Saí-Rubião e de Angra dos Reis-Lídice, de onde é possível ver a Baía da Ilha Grande.
Turistas também podem encontrar importantes sítios arqueológicos no parque.